# The Shard
The Shard (în traducere, Ciobul; denumit și Shard London Bridge, London Bridge Tower sau Shard of Glass) este un zgârie-nori situat în Londra, Anglia. Măsurând 309,6 m în înălțime, construcția este cea mai înaltă clădire din Regatul Unit și a șaptea cea mai înaltă clădire din Europa, dar și a doua structură neancorată, după înălțime, din Regatul Unit, depășită fiind doar de turnul de beton al stației de transmisie Emley Moor (330 m). Construcția a fost terminată în data de 30 martie 2012.